# Мост через Зею (новый)
Мост через Зею — автомобильный мост, который соединяет Благовещенск с населёнными пунктами на левом берегу реки Зеи.

## Информация
Мостовой переход расположен в 3 км ниже по течению от существующего моста. Начинается на пересечении улиц им. Горького и Первомайской и заканчивается примыканием к федеральной автодороге «Амур».
Общая протяжённость мостового перехода — 9013 м, из которых 1932 м — непосредственно мост через реку Зею. На новом мосту организовано автомобильное движение по одной полосе в каждую сторону.
Предварительная стоимость строительных работ составляет 18,9 млрд руб.
14 декабря 2023 года мост открыт для движения автомобилей.